# John Eriksen
John Hartmann Eriksen (* 20. November 1957 in Assens; † 12. Februar 2002 in Svendborg) war ein dänischer Fußballspieler, der auf der Position eines Stürmers spielte.

## Karriere

### Jugend
Eriksen wurde in Assens geboren, im Jahr 1964 zog seine Familie von Assens nach Svendborg um, wo er und sein Bruder bei Svendborg fB mit dem Fußballspielen begannen. Seinen ersten Titel holte er im Jahr 1968. Im Alter von 17 Jahren (Juni 1975) machte er sein Debüt für den Svendborg fB.

### Vereine
Nach zwei Saisons bei Svendborg wechselte Eriksen zu Odense BK, wo er in beiden Saisons für den Club 22 Tore schoss. Im Januar 1980 wechselte er in die Niederlande in die Eredivisie zu Roda JC Kerkrade.
Auf die Saison 1984/85 wechselte er dann zum FC Mulhouse in die französische Ligue 2. Im Sommer kehrte er in die Niederlande zurück zu Feyenoord Rotterdam, er schoss in dieser Saison 22 Tore und Feyernood platzierte sich Ende Saison auf dem dritten Platz.
Im Alter von fast 29 Jahren wechselte Eriksen in die Schweiz, wo er seine Torjägermentalität beim Traditionsverein Servette FC Genève weiter unter Beweis stellte und zweimal Torschützenkönig der Schweizer Liga wurde. Nach drei Jahren beim Servette FC wechselte er zum FC Luzern, wo er ebenfalls noch viele Tore schoss.
Mit 36 Jahren beendete er seine Karriere als Fußballer bei seinem Jugendclub Svendborg fB.

### Nationalmannschaft
Eriksen spielte 17 Spiele für die Dänische Fußballnationalmannschaft, wo er insgesamt sechs Tore schoss. Er nahm an der Weltmeisterschaft 1986 und der Europameisterschaft 1988 teil.

## Tod
Nach seinem Karriereende erkrankte Eriksen an Alzheimer und lebte drei Jahre in einem Pflegeheim in Svendborg. Am 12. Februar 2002 starb er in Svendborg. Er wurde in der St.-Nicolai-Kirche in Svendborg am 20. Februar 2002 beerdigt.
| Personendaten    | Personendaten                               |
| ---------------- | ------------------------------------------- |
| NAME             | Eriksen, John                               |
| ALTERNATIVNAMEN  | Eriksen, John Hartmann (vollständiger Name) |
| KURZBESCHREIBUNG | dänischer Fußballspieler                    |
| GEBURTSDATUM     | 20. November 1957                           |
| GEBURTSORT       | Assens, Dänemark                            |
| STERBEDATUM      | 12. Februar 2002                            |
| STERBEORT        | Svendborg, Dänemark                         |